# Znak hlavního města Prahy
Hlavní město Praha užívá velký a malý znak. Současné podoby byly schváleny zastupitelstvem města dne 21. března 1991.

## Velký znak
Velký znak hlavního města Prahy je tvořen červeným štítem se zlatou hradební zdí se stříbrným cimbuřím a otevřenou branou s vytaženou zlatou mříží. Z otevřené brány vystupuje stříbrné ozbrojené rámě držící stříbrný meč. Za hradbami jsou tři zlaté věže postavené z kvádrů. Počet kvádrů odpovídá počtu katastrálních území, v současnosti je jich 112. Věže mají okna a jsou zakončeny zlatým cimbuřím a střechami s makovicemi. Nad tímto štítem jsou tři zlatě korunované stříbrné přilby se zlatě-červenými přikryvadly. Z prostřední přilby vychází český zlatě korunovaný stříbrný dvouocasý lev. 
Z obou krajních přileb vychází svazek s 12 prapory erbovních měst nebo městských částí, které mají historický praporec. V heraldicky pravém svazku to jsou zkraje do středu prapory těchto částí: Nové Město, Hradčany, Vyšehrad, Libeň, Bubeneč, Košíře, Smíchov, Vršovice, Žižkov, Uhříněves, Horní Počernice a Zbraslav. V heraldicky levém svazku to jsou ve stejném pořadí prapory těchto částí: Staré Město, Malá Strana, Josefov, Holešovice-Bubny, Břevnov, Karlín, Nusle, Královské Vinohrady, Vysočany, Modřany, Radotín, Dubeč.
Štítonoši znaku jsou dva čeští zlatě korunovaní stříbrní dvouocasí lvi stojící na lipových ratolestech. Na nich je zavěšena červená stuha s latinským heslem PRAGA CAPUT REI PUBLICAE, česky: PRAHA HLAVA REPUBLIKY. Autorem výtvarné podoby znaku je akademický malíř Karel Pánek.

## Malý znak
Malý znak hlavního města Prahy je pouze samotný štít z Velkého znaku. 

## Historie
Paže třímající meč v městské bráně se poprvé objevila na znaku Starého města pražského v roce 1648. Byl to dar od císaře Ferdinanda III. na oslavu hrdinné obrany před švédským obléháním Prahy. Do roku 1784, kdy byla spojena čtyři pražská města - Staré Město, Nové Město, Hradčany a Malá Strana) v jeden celek, užívalo každé z nich vlastní městský znak. Po sjednocení převzala Praha znak Starého Města jako sídla Magistrátu. Znak se během doby poněkud měnil. Po vzniku Československé republiky se po dlouhých jednáních dospělo roku 1926 k nové podobě znaku se lvem z malého znaku ČSR a stuhou s nápisem PRAHA MATKA MĚST (schválen 1927). V období Protektorátu se od roku 1941 na popud Josefa Pfitznera používal pouze malý znak města (štít velkého znaku). Po válce se opět začala používat prvorepubliková verze velkého znaku. V roce 1964 nahradila korunu prostředního lva rudá hvězda. Změněn byl rovněž štítek se slovenským znakem na jeho hrudi - dvojkříž byl nahrazen vatrou. Současná podoba znaku byla přijata dne 21. března 1991.

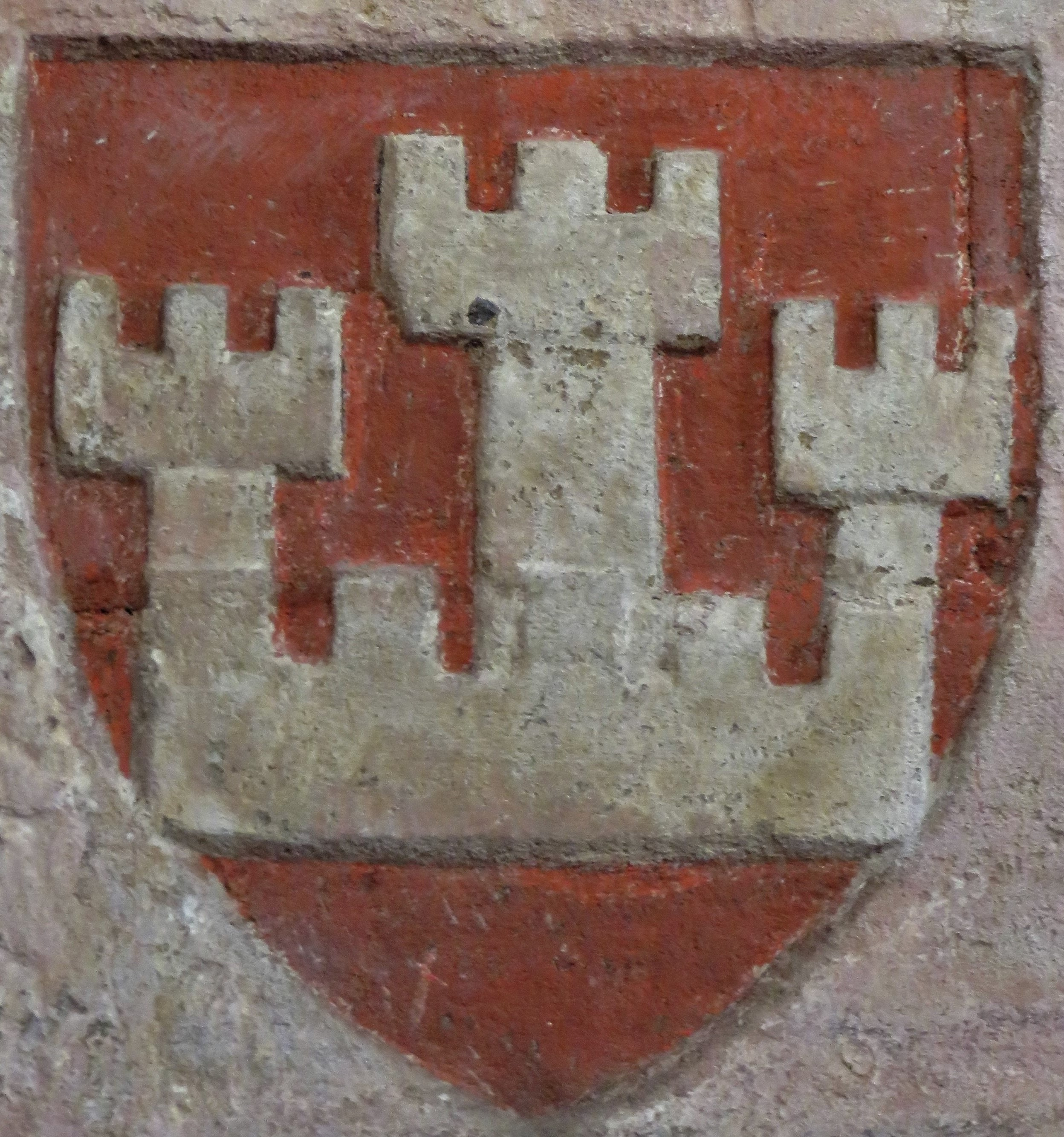
Znak Prahy v erbovní síni hradu Lauf u Norimberka (kolem 1360)
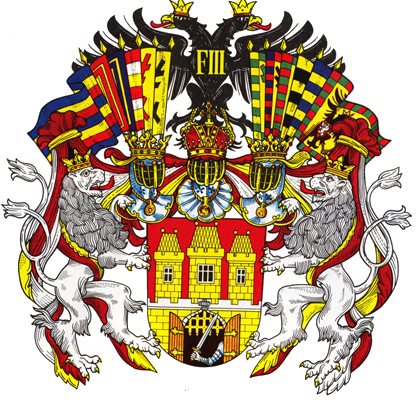
Znak Královského hlavního města Prahy (1784-1918)
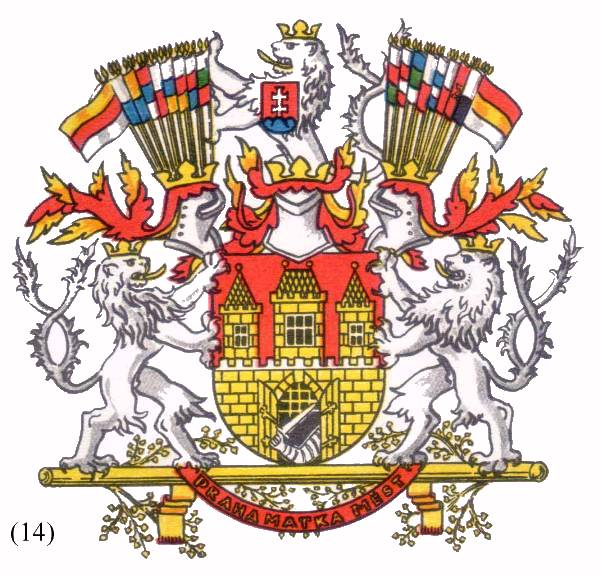
Znak po vzniku Velké Prahy (1927-1941, 1945-1964).
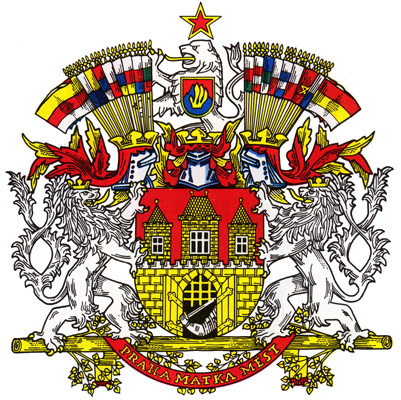
Znak Prahy jako hlavního města ČSSR (1964-1991).

## Používání znaku
Užívání znaku hlavního města Prahy je ošetřeno zákonem č. 131/2000 Sb ze dne 13. dubna 2000 o hlavním městě Praze.
Užívat znak a prapor hlavního města Prahy může jen Hlavní město Praha a právnické osoby a zařízení založené nebo zřízené hlavním městem Prahou. Státní orgány a fyzické a právnické osoby mohou užívat znak a prapor hlavního města Prahy jen s písemným souhlasem hlavního města Prahy a znak a prapor městské části jen s písemným souhlasem městské části.

## Galerie

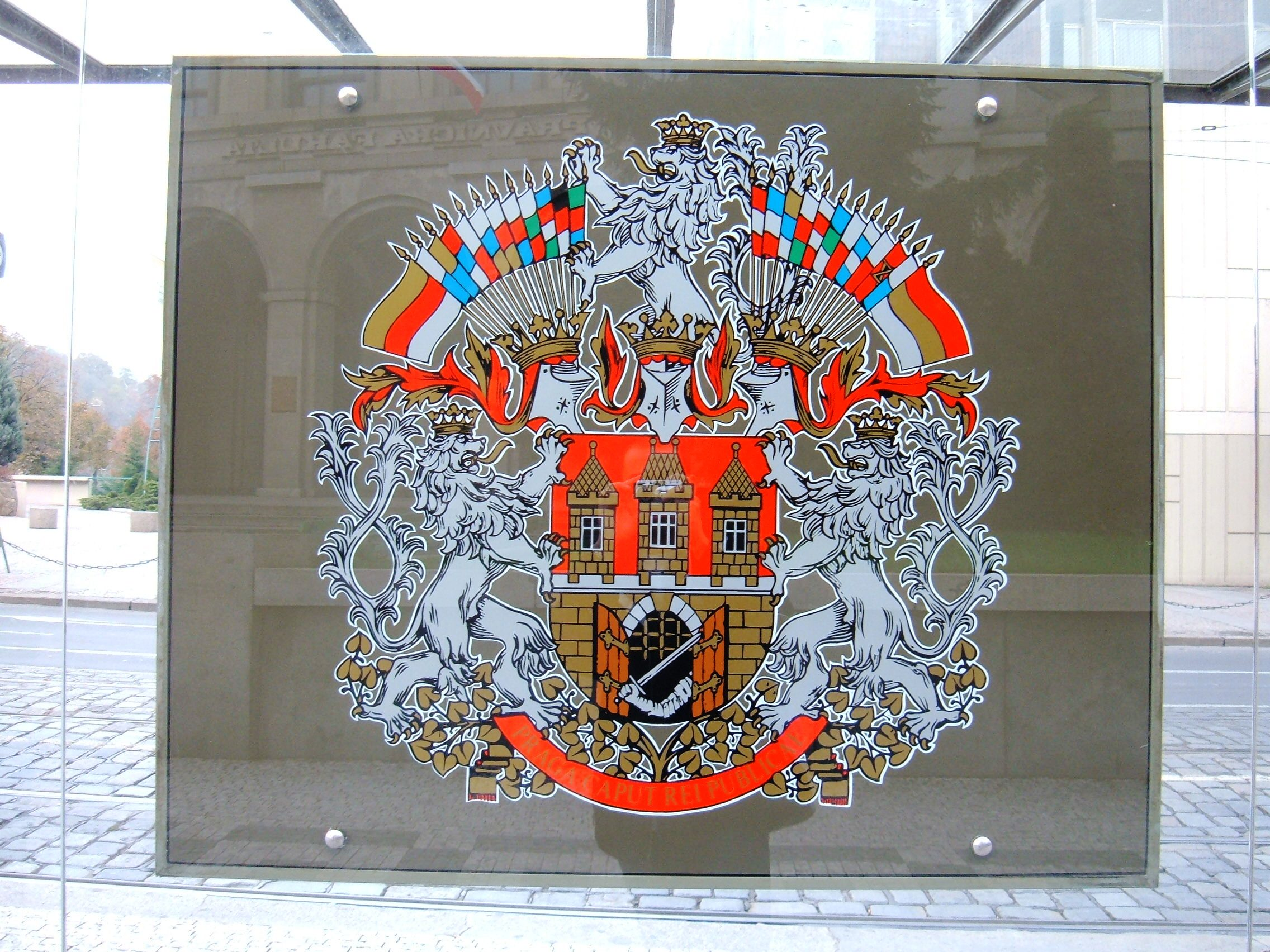
Velký znak na zastávce městské autobusové dopravy
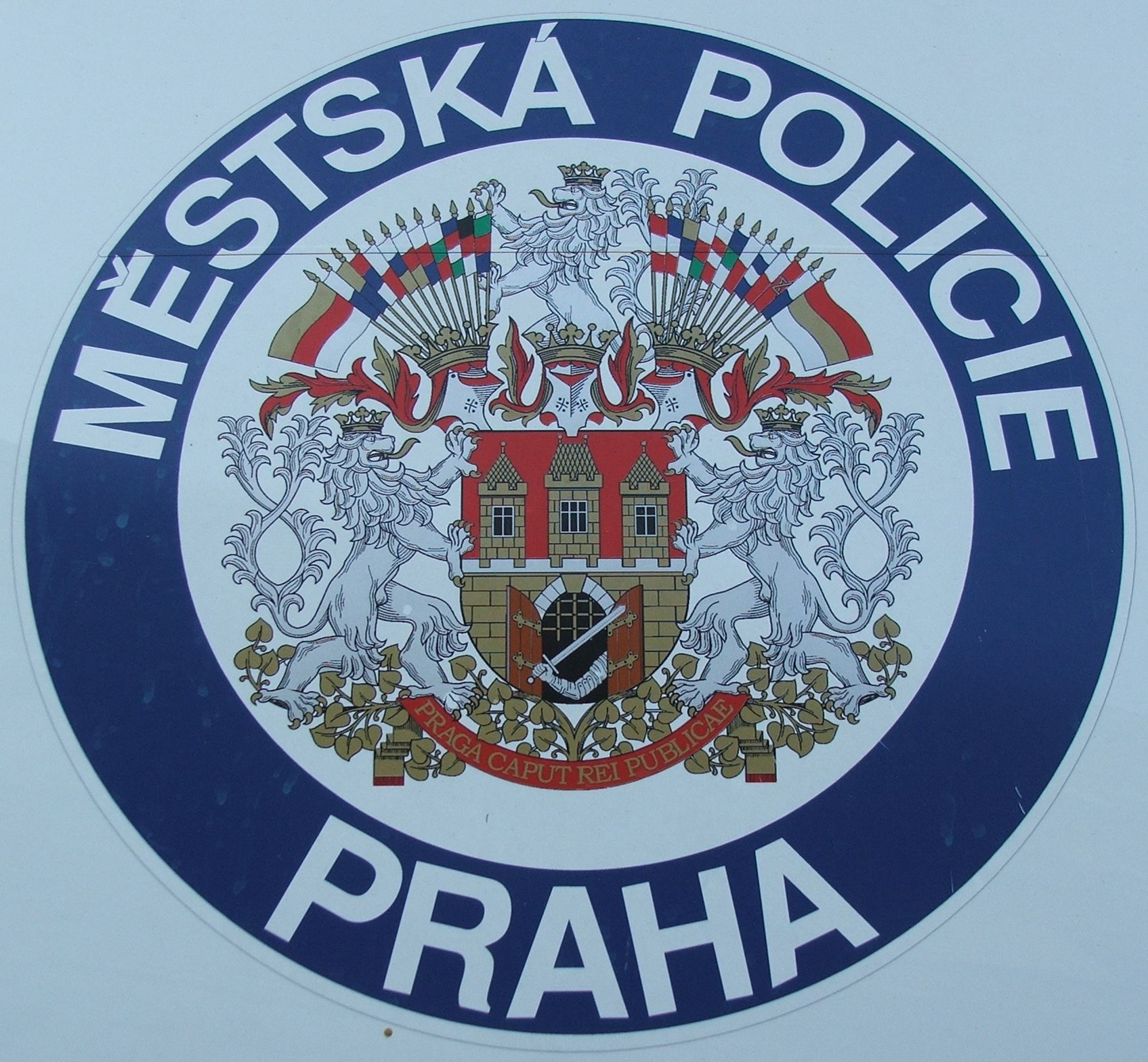
Velký znak na logu Městské policie Praha
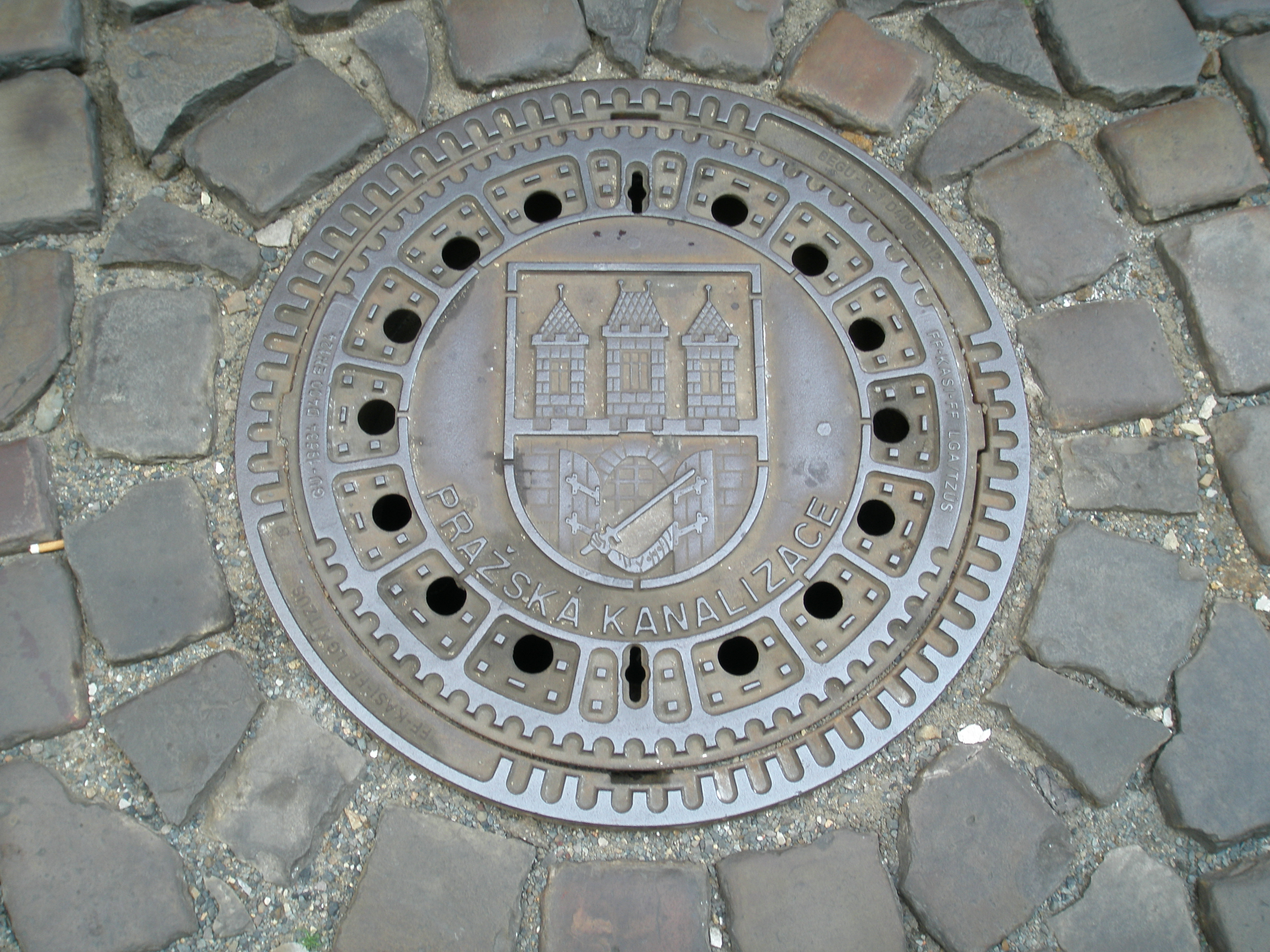
Malý znak na poklopu kanalizace
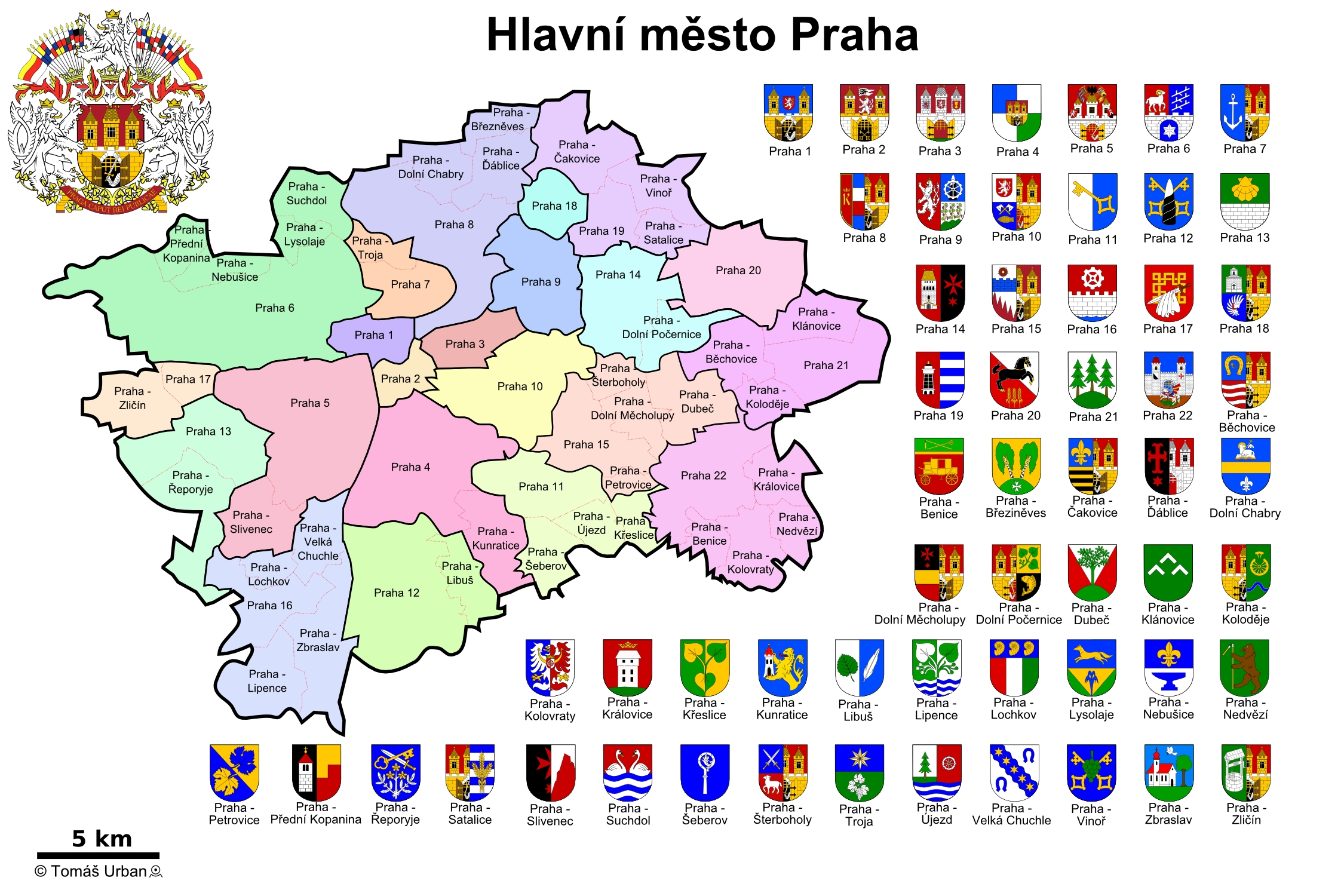
Mapa Prahy se znaky jednotlivých pražských městských částí

Znaky dřívějších samostatných měst, dnes částí Prahy

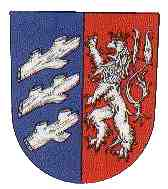
Břevnov (částečně ve znaku městské části Praha 6)
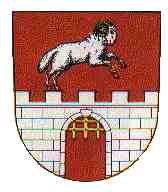
Bubeneč (částečně ve znaku městské části Praha 6)
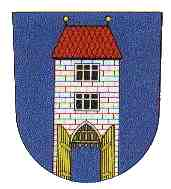
Hradčany
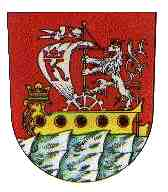
Karlín
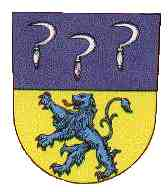
Košíře
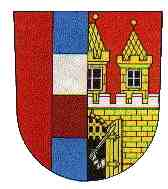
Libeň (v pozměněné verzi znakem městské části Praha 8)
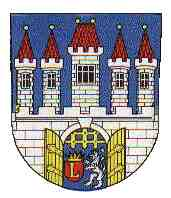
Malá Strana
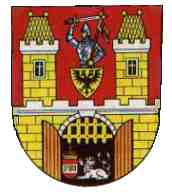
Nové Město
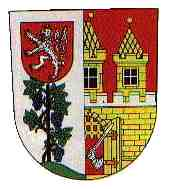
Nusle
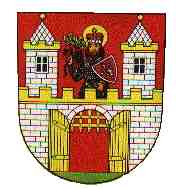
Vinohrady
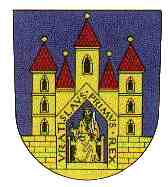
Vyšehrad
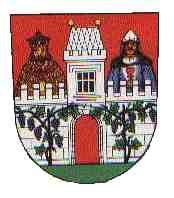
Žižkov
Horní Počernice (dříve s pěticípou červenou hvězdou, dnes znakem městské části Praha 20)
Radotín (dříve se zlatou arabeskou, dnes znakem městské části Praha 16)
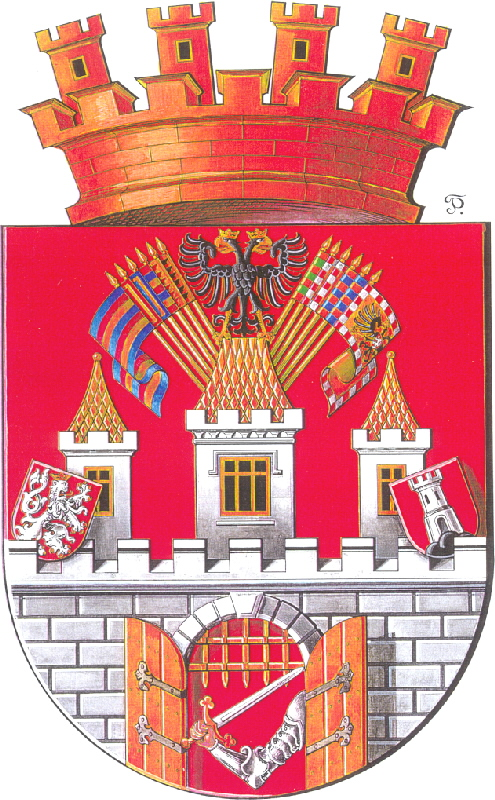
Smíchov (dnes znakem městské části Praha 5)
Staré Město (dnes malým znakem Prahy)
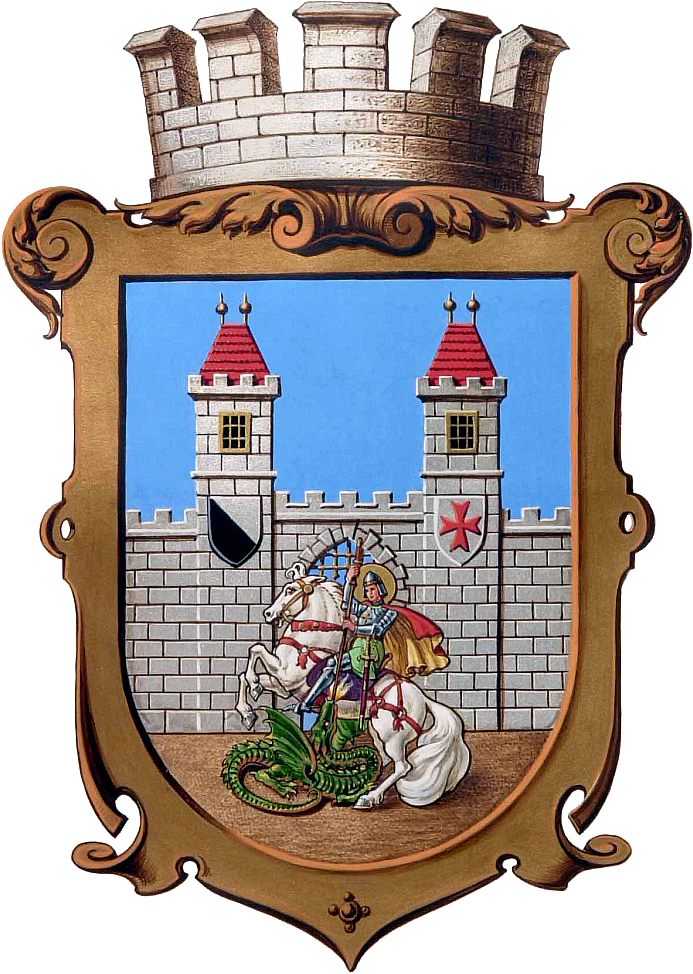
Uhříněves (dnes znakem městské části Praha 22)
Vršovice (dnes znakem městské části Praha 10)
Vysočany (dnes znakem městské části Praha 9)
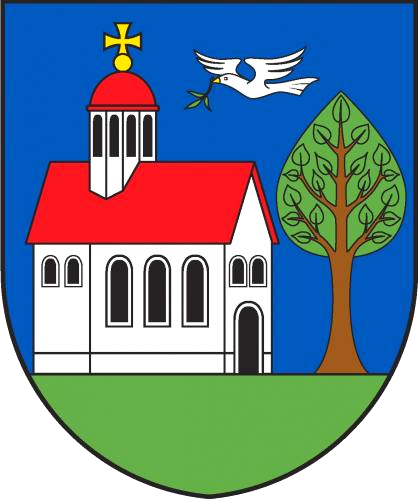
Zbraslav (dříve neoficiální, v dnešní podobě znakem městské části Praha-Zbraslav)